# クラス・ツンベルグ
アルノルド・クラス・ロベルト・ツンベルグ（Arnold Clas Robert Thunberg、1893年4月5日 - 1973年4月28日）は、フィンランド、ヘルシンキ出身のスピードスケート選手。1920年代に活躍し、オリンピックで計5個の金メダルを獲得した。30歳で出場した1924年のシャモニーオリンピックでは、1500m、5000m、総合の3種目で金メダル、10000m銀、500m銅と出場した5種目すべてでメダルを獲得した。4年後の1928年サンモリッツオリンピックでも500mと1500mで金メダルを獲得した。

## 自己ベスト
- 500m – 42秒6 (1931年)
- 1500m – 2分18秒1 (1930年)
- 5000m – 8分32秒6 (1928年)
- 10000m – 17分34秒8 (1928年)